# Newmill
Newmill är en by i Moray i Skottland. Byn är belägen 2 km 
från Keith. Bosättningen grundades 1759. Orten har 452 invånare (2001).